# Villa Guardia
Villa Guardia är en kommun i provinsen Como i regionen Lombardiet i Italien. Kommunen hade 8 018 invånare (2018).